# UFO Hunters
UFO Hunters ist eine US-amerikanische Fernsehsendung, die zwischen 2008 und 2009 produziert wurde und sich angeblichen UFO-Sichtungen widmet. Sie ist ein Spin-off der Sendung Ghost Hunters. „UFO-Hunters“ und Moderatoren sind Bill Birnes, Jeff Tomlinson und Pat Uskert.

## Konzept
In der Sendung werden vom UFO-Hunters-Team unterschiedliche Meldungen von UFO-Sichtungen geprüft. Dazu versucht das Team, Beweise und Indizien zu finden, um zu beurteilen, ob die Sichtung authentisch wirkt.

## Produktion und Veröffentlichung
Die Sendung wurde zwischen 2008 und 2009 in den USA produziert. Dabei sind 3 Staffeln mit 39 Episoden entstanden. Zuständig für die Produktion sind die Pilgrim Studios.
Erstmals wurde die Sendung am 30. Januar 2008 auf dem US-amerikanischen History Channel ausgestrahlt. Die deutsche Erstausstrahlung erfolgte am 5. Januar 2010 auf History. Weitere Ausstrahlungen erfolgten auf S1.

## Kritik
Wie die Sendung Ghost Hunters oder vergleichbarer Sendungen, die sich mit Parawissenschaft, Ufologie oder Prä-Astronautik beschäftigen, wird der Sendung vorgeworfen Pseudowissenschaft zu betreiben.

## Episodenliste

### Staffel 1
| Folgen-Nr. | Staffel-Nr. | deutscher Titel                | englischer Titel       | deutsche Erstausstrahlung |
| 1          | 01          | Erstkontakt                    | The UFO Before Roswell | 5. Januar 2010            |
| 2          | 02          |                                | –USO’s                 |                           |
| 3          | 03          | Entführungen                   | Abductions             | 19. Januar 2010           |
| 4          | 04          | Bruchlandung                   | Crash And Retrieval    | 26. Januar 2010           |
| 5          | 05          | Unter Verschluss               | Military Vs. UFOs      | 2. Februar 2010           |
| 6          | 06          | Auf Streife                    | Cops Vs. UFOs          | 9. Februar 2010           |
| 7          | 07          | Außerirdische Technologien     | Reverse Engineering    | 16. Februar 2010          |
| 8          | 08          | Fenster in andere Dimensionen? | Vortexes               | 23. Februar 2010          |
| 9          | 09          | Kontaktaufnahme                | Alien Contact          | 2. März 2010              |
| 10         | 10          | Ufos über Texas                | Invasion: Texas 2008   | 9. März 2010              |
| 11         | 11          | Luftkämpfe                     | UFO Dogfights          | 16. März 2010             |
| 12         | 12          | Code Red                       | Code Red               | 23. März 2010             |
| 13         | 13          | Die NASA-Akten                 | The NASA Files         | 30. März 2010             |

### Staffel 2
| Folgen-Nr. | Staffel-Nr. | deutscher Titel             | englischer Titel                 | deutsche Erstausstrahlung |
| 14         | 01          | Das Illinois Video          | Invasion Illinois                | 12. Juni 2011             |
| 15         | 02          | UFO-Alarm                   | UFO Emergency                    | 26. Juni 2011             |
| 16         | 03          | Explosion in Kokomo         | Heartland Explosion              | 19. Juni 2011             |
| 17         | 04          | Erste Sichtungen            | First Contact                    | 3. Juli 2011              |
| 18         | 05          | Roswell – Neue Erkenntnisse | The Real Roswell                 | 14. Juni 2011             |
| 19         | 06          | Lichter über Arizona        | Arizona Lights                   | 24. Juli 2011             |
| 20         | 07          | Verschollene Beweise        | Lost UFO Files                   | 31. Juli 2011             |
| 21         | 08          | Virus aus dem All           | Alien Fallout                    | 2. August 2011            |
| 22         | 09          | Mega-UFOs                   | Giant UFOs                       | 28. Juni 2011             |
| 23         | 10          | UFOs über Wales             | UFO Storm (British Invasion ’08) | 12. Juli 2011             |
| 24         | 11          | Mysteriöse Abstürze         | Alien Crashes                    | 21. Juni 2011             |
| 25         | 12          | Area 51                     | Area 51 Revealed                 | 26. Juli 2011             |
| 26         | 13          | Am Flughafen                | Aliens At The Airport            | 28. August 2011           |

### Staffel 3
| Folgen-Nr. | Staffel-Nr. | deutscher Titel          | englischer Titel        | deutsche Erstausstrahlung |
| 27         | 01          | Zeichen am Himmel        | Giant Triangles         | 3. Januar 2012            |
| 28         | 02          | Genexperimente           | Underground Alien Bases | 7. Februar 2012           |
| 29         | 03          | Besuch aus dem All       | The Greys Conspiracy    | 10. Januar 2012           |
| 30         | 04          | Unter dem Meeresspiegel  | Underwater Alien Bases  | 14. Februar 2012          |
| 31         | 05          | Nazi UFOs                | Nazi UFOs               |                           |
| 32         | 06          | Rätselhaftes Viehsterben | Alien Harvest           | 22. November 2011         |
| 33         | 07          | Beweisstücke             | UFO Relics              | 24. Januar 2012           |
| 34         | 08          | Das Unterwasserlabor     | Underwater Area 51      | 20. Dezember 2011         |
| 35         | 09          | Unter Beobachtung        | UFO Surveillance        | 31. Januar 2012           |
| 36         | 10          | Das Orb-Phänomen         | Dark Presence           | 6. Dezember 2011          |
| 37         | 11          | Schutzmaßnahmen          | First Response          | 13. Dezember 2011         |
| 38         | 12          | Die wahren Men in Black  | The Silencers           | 17. Januar 2012           |
| 39         | 13          | Area 52                  | Area 52                 | 29. November 2011         |